# Bernard-Hubert Neuman
Pour les articles homonymes, voir Neuman et Neumann.
Bernard-Hubert Neuman, né le 13 octobre 1818 à Boevange (Royaume uni des Pays-Bas) et mort le 26 ou 27 septembre 1891 à Luxembourg (Luxembourg), est un juriste et homme politique luxembourgeois.

## Biographie

### Activités professionnelles
Bernard Neuman commence sa carrière dans la magistrature en tant que juge à Diekirch. En 1848, il est nommé comme juge au tribunal d'arrondissement de Luxembourg et en 1853, il est nommé pour trois ans comme juge d'instruction,. En 1861, il est nommé avocat-général à la Cour supérieure de justice, puis conseiller honoraire en 1863 et conseiller en 1864. Il démissionne de l'ensemble de ses fonctions en 1890 et obtient le titre honorifique de président honoraire de la Cour supérieure de Justice.

### Carrière politique
Bernard Neuman est membre de l'Assemblée constituante de 1848. À la suite des élections législatives de 1854, il fait son entrée au sein de la Chambre des députés où il représente le canton de Clervaux jusqu'en 1856.
Du 9 septembre 1863 au 31 mars 1864, il est Directeur général de l'Intérieur et de la Justice — soit l'équivalent de ministre aujourd'hui — au sein du gouvernement dirigé par Victor de Tornaco,.
Bernard-Hubert Neuman est nommé conseiller d'État le 16 mars 1868, fonction venue à terme lors de son décès le 27 septembre 1891.

## Décoration
Bernard-Hubert Neuman est nommé officier de l'ordre de la Couronne de chêne en 1864. En 1876, il est nommé au grade de commandeur.
- Commandeur de l'ordre de la Couronne de chêne (promotion 1876)